# Yeah Ghost
Yeah Ghost è il quarto album in studio degli Zero 7, uscito in data 28 settembre 2009. Collaborano all'album le voci di Eska Mtungwazi, Martha Tilston e Rowdy Superstar.

## Tracce
1. Count Me Out - 1:26
2. Mr McGee - 4:19
3. Swing - 3:58
4. Everything Up (Zizou) - 5:19
5. Pop Art Blue - 4:23
6. Medicine Man - 4:33
7. Ghost sYMbOL - 4:37
8. Sleeper - 4:40
9. Solastalgia - 1:59
10. The Road - 3:43
11. All of Us - 6:20